# Казимира Прунскене
Казими́ра Дану́те Пру́нскене (лит. Kazimira Danutė Prunskienė; нар. 26 лютого 1943) —  литовська економістка й політична діячка, перший прем'єр-міністр Литви після відновлення незалежності (17 березня 1990 — 10 січня 1991).

## Біографія
Казимира Прунскене народилась в окупованому Німеччиною під час другої світової війни селі Васюлішкес Швянченіського району Литовської РСР 26 лютого 1943 року. 1949 року пішла навчатись до Калтаненської школи, яку закінчила 1956, наступні 4 роки провчилась у середній школі Вільнюса. 1960 року вступила до Вільнюського університету на факультет економіки промисловості. 1965 року здобула диплом про вищу освіту.

### Наукова кар'єра
У 1970—1971 роках навчалась в аспірантурі Вільнюського університету, захистила кандидатську дисертацію та здобула науковий ступінь кандидата економічних наук. У 1965—1986 роках працювала викладачем, від 1978 року — доцентом на факультеті економіки промисловості Вільнюського університету. У 1981—1988 роках перебувала в наукових відрядженнях в університетах Угорщини та Німеччини (ФРН). 1986 року захистила докторську дисертацію. У 1986—1988 роках обіймала посаду заступника директора з науки Інституту економіки сільського господарства. У 1988—1989 роках ректор Інституту підвищення кваліфікації керівних працівників і фахівців народного господарства.

### Політична кар'єра
1988 року стала однією з головних розробників концепції економічної самостійності Литовської РСР й однією з засновників литовського Руху за перебудову — Саюдіс (входила до його ініціативної групи та Ради сейму). У 1989—1990 роках була заступником голови Ради міністрів Литовської РСР. 1989 року обрана народним депутатом СРСР від Шауляйського виборчого округу, брала участь у роботі Верховної ради СРСР і З'їзду народних депутатів СРСР.
У лютому 1990 року Казимиру Прунскене обрали депутаткою Верховної Ради Литовської РСР, яка вже 11 березня того ж року проголосила відновлення незалежності Литви та перейменувалась згодом на Відновлювальний Сейм. Прунскене стала прем'єр-міністром першого незалежного литовського уряду 17 березня 1990 року. Її зустрічі 1990 року з лідерами західних країн: США (Джордж Буш), Великої Британії (Маргарет Тетчер), Франції (Франсуа Міттеран), Німеччини (Гельмут Коль) принесли їй широку популярність як «Бурштиновій леді» (за аналогією із «Залізною леді» Маргарет Тетчер) і змусили Михайла Горбачова почати перемовини з литовським урядом. Звинувачення в безуспішних перемовинах з керівництвом Радянського Союзу на тлі економічної блокади, зростання цін, невдоволення населення — усе це змусило її уряд піти у відставку незадовго до подій 13 січня 1991 року. Після виходу у відставку активно опонувала курсу литовських правих, очолюваних головою Верховної Ради Вітаутасом Ландсберґісом. В результаті її звинуватили у зв'язках з КДБ. Згодом вона неодноразово спростовувала ті наклепи через суд.
Казимира Прунскене — одна із засновниць 1995 року Жіночої партії Литви (лит. Lietuvos moterų partija), яку очолювала від 25 лютого 1995 до 1998 року. 1998 року очолила оновлену партію Нова демократія/Жіноча партія (лит. Naujosios demokratijos / Moterų partija). 2000 року очолила оновлену партію Нової демократії (лит. Naujosios demokratijos partija). Обиралася членкинею Сейму від Жіночої партії Литви 1996, а 2000 року переобралась від Партії нової демократії.
2001 року очолила Союз партій селян і нової демократії (лит. Valstiečių ir Naujosios demokratijos partijų sąjunga).
У другому турі дострокових президентських виборів, що відбувся 27 червня 2004 року, виборола 47,8 % голосів виборців, поступившись Валдасу Адамкусу. Після виборів до лав Сейму в листопаді 2004 року під час розподілу місць в уряді між коаліцією Соціал-демократичної партії, Нового союзу, Партії праці та Союзу партій селян отримала портфель міністра сільського господарства.
Брала участь у президентських виборах 2009 року, за результатами яких посіла п'яте місце, здобувши 3,86 % голосів виборців; перемогу виборола Даля Грибаускайте.
5 грудня 2009 року а на з'їзді Литовського народного союзу Казимиру Прунскене обрали його головою.

### Громадська кар'єра
Казимира Прунскене є однією із засновниць Балтійської жіночої баскетбольної ліги (англ. Baltic Women's Basketball League) яку очолювала понад 15 років, від лютого 2013 року — почесний президент.
Очолює громадську організацію, що сприяє економічному обміну між Литвою і Україною — «УкраЛит».

### Подальше життя
26 лютого 2012 року перенесла інсульт. Він порушив ліву півкулю мозку, Прунскене розбив параліч (не володіє лівою рукою і тому потребує постійної допомоги близьких). Вона зазнала двох операцій з відновлення кісток черепа, які вилучили через набряк головного мозку. Після проведеної операції Прунскене впадала в кому. Відновну реабілітацію проходила в Московському науковому центрі неврології. Після реабілітації у Москві, у перших числах квітня 2013 року повернулася до Литви, проживає в садибі сина у селі Жвірблішкес Швянченіського району.

## Родина
Була одружена (розлучена), в шлюбі народила сина й двох доньок:
- Вайдотас Прунскус — діяч Союзу партій селян і нової демократії, член ради самоврядування Швянченіського району;
- Раса Вайткене.

## Нагороди та звання
- Почесний громадянин Швянченіського району[8].
- Орден Великого князя Литовського Гедиміна II ступеня.
- Великий хрест ордена «За заслуги перед Федеративною Республікою Німеччина».
- Орден Дружби II ступеня — 14 грудня 2015 року[9].

## Праці
Казимира Прунскене є авторкою низки праць на економічну та політичну тематику:
- Gintarinės ledi išpažintis. Vilnius: Politika, 1991.
- Leben für Litauen. Frankfurt/Main, Berlin, Ullstein, 1992
- Užkulisiai. Vilnius: Politika, 1992.
- Iššūkis drakonui. Kaunas: Europa,1992.
- Išsivadavimo kaina. Vilnius: Politika, 1993.
- Laisvėjimo ir permainų metai. Vilnius: Viltis, 1995.
- Markt Baltikum: Geshäfts- und Investionsratgeber für die Praxis. Freiburg, Berlin: Rudolf Haufe Verlag, 1995.
- Apie dabartį ir ateitį. Vilnius, 2002.
- Lietuvos moterys. Vilnius: Lietuvos Europos institutas, 2002.